# Hilaire Deprez
Hilaire Walter Deprez (Kortrijk, 25 februari 1922 – Esneux, 15 september 1957) was een Belgisch kajakker.

## Levensloop
Deprez vertegenwoordigde België tweemaal op de Olympische Spelen, in 1948 te Londen en 1952 te Helsinki. In 1948 vormde hij er een team met Jozef Massy. Het duo eindigde er achtste in de K2 10000 meter. In 1952 werd Deprez elfde in de K1 10000 meter. Hij was actief bij de Kortrijkse Yacht & Kano Club (KYCK), later ook bij de Koninklijke Sobeka Kajakclub Zwevegem (KSKZ).
Deprez kwam in 1957 om het leven nabij Esneux bij een afdaling van de Ourthe.